# Велики војвода Луксембурга
Велики војвода (лукс. Groussherzog) је шеф државе Луксембург.

## Велике војводе Луксембурга
| Име                                                               | Портрет | Рођење                            | Бракови | Смрт                               | Наследни основ                           |
| ----------------------------------------------------------------- | ------- | --------------------------------- | --- | ---------------------------------- | ---------------------------------------- |
| Адолф 23. новембар 1890. – 17. новембар 1905.                     |         | 24. јул 1817. Висбаден (Пруска)   | (1) Велика војвоткиња Јелисавета 31. јануар 1844. [1 дете (мртворођено)] (2) Велика војвоткиња Аделаида-Марија 23. април 1851. [5 деце] | 17. новембар 1905. Колмар-Берг     | Нећак од Виљема III                      |
| Виљем IV 17. новембар 1905. – 25. фебруар 1912.                   |         | 22. април 1852. Висбаден (Пруска) | Велика војвоткиња Марија Ана [6 деце]                                                                                                   | 25. фебруар 1912. Колмар-Берг      | Син Адолфа                               |
| Марија-Аделаида 25. фебруар 1912. – 14. јануар 1919. (абдицирала) |         | 14. јун 1894. Колмар-Берг         | неудата [без деце] | 24. јануар 1924. Ленгрис (Немачка) | Ћерка Виљема IV                          |
| Шарлота 14. јануар 1919. – 12. новембар 1964.                     |         | 23. јануар 1896. Колмар-Берг      | Принц Феликс 6. новембар 1919. [6 деце]                                                                                                 | 9. јул 1985. Фишбах                | Ћерка Виљема IV / Сестра Марије-Аделаиде |
| Жан 12. новембар 1964. – 7. октобар 2000.                         |         | 5. јануар 1921. Колмар-Берг       | Велика војвоткиња Жозефина-Шарлота 9. април 1953. [5 деце]                                                                              | 23. aприл 2019.                    | Син Шарлоте                              |
| Анри 7. октобар 2000. – тренутно                                  |         | 16. април 1955. Бецдорф           | Велика војвоткиња Марија Тереса 4. фебруар/14. фебруар 1981. [5 деце]                                                                   | Жив                                | Син Жана                                 |